# مبارك البيشي
مبارك الدعرمي البيشي لاعب كرة قدم سعودي ولد في 6 نوفمبر 1991. لعب في أندية الهلال و المجزل.

## الحياة الشخصية
هو شقيق لاعب النصر سابقاَ عبد الرحمن البيشي>